# جزيرة سيبرابات
جزيرة سيبرابات وهي جزيرة من جزر إندونيسيا، وتقع في إقليم جاوة الوسطى.